# Luchtboogstoel

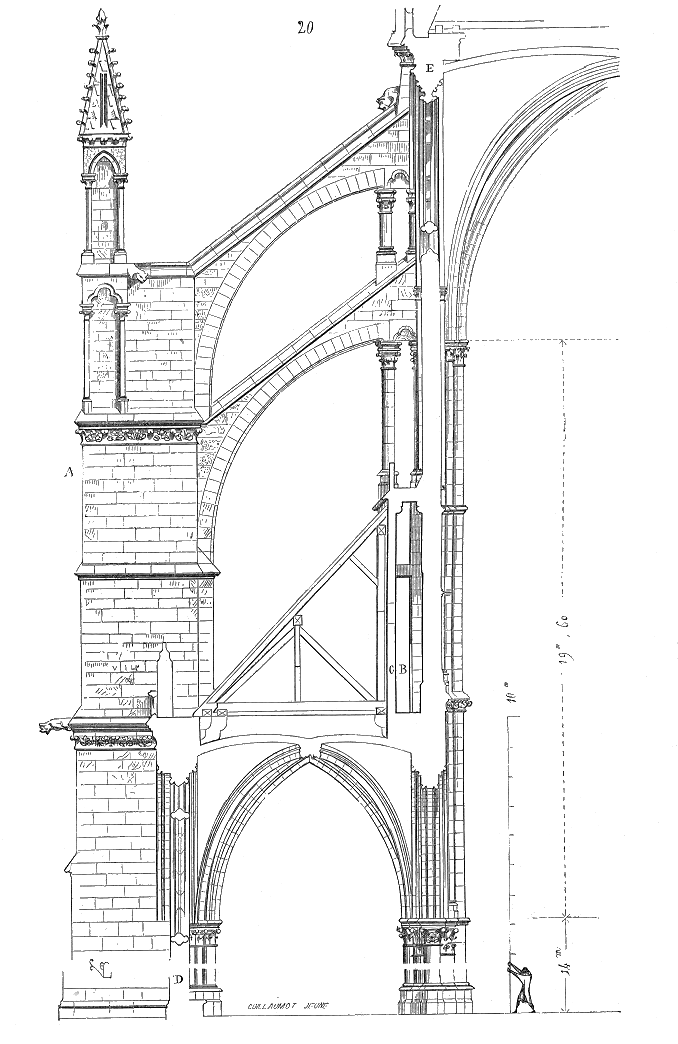
Doorsnede van de kathedraal van Amiens met rechts het schip, onderaan in het midden de zijbeuk, daarboven twee luchtbogen. Helemaal linksboven is een pinakel geplaatst op een luchtboogstoel. Deze luchtboogstoel staat op de steunbeer

Een luchtboogstoel is een term uit de architectuur. Met een luchtboogstoel wordt het verbindingsstuk tussen de luchtboog en de steunbeer aangeduid. De steunbeer is verbonden met de muur van de zijbeuk, de luchtboogstoel is niet verbonden met een van de muren, maar staat als een zuil op de steunbeer. Aan de top hiervan is de luchtboogstoel verbonden met de luchtboog. Boven op de luchtboogstoel is vaak een pinakel geplaatst.